# PlanetSide 2
PlanetSide 2 je MMOFPS, která je vydaná společností Daybreak Game Company, odehrávající se na fiktivní planetě Auraxis. Hra je pokračování titulu PlanetSide který byl vydán roku 2003, PlanetSide 2 byla oficiálně oznámena 11. 7. 2011 s tím, že hra bude zcela zdarma (free to play).[zdroj?] Hra byla vydána 20. listopadu 2012 pro Windows. Vydání na herní konzoli PlayStation 4 proběhlo v červnu 2015. PlanetSide 2 je jednou z mála her svého žánru, pomocí unikátního enginu Forgelight Engine zvládne hra až stovky hráčů na jednom místě.[zdroj?]
24. ledna roku 2015 byla hra PlanetSide 2 zapsána do Guinnessovy knihy rekordů za "Největší počet online hráčů v jednotlivé FPS bitvě" se 1158 účastníky.

## Hratelné frakce
New Conglomerate (NC)
- Tato frakce bojuje za svobodu od utlačování, je to v podstatě protiklad Terran Republic.
- Mají zbraně s vysokým poškozením ale pomalou kadencí a odolná ale pomalá vozidla.
- Používá, herně aktuální zbraně podobně jako TR.

Vanu Sovereignty (VS)
- Vanu je rasa, které věří v moderní technologie, a chce se dobrat k jejich maximálnímu využití.
- Mají přesné zbraně ale s malým poškozením a dobře mobilní vozidla.
- Používá supermoderní technologie zbraně převzaté od předešlé civilizace žijící na Auraxis (Vanu).

Terran Republic (TR)
- Frakce, jejíž filozofie spočívá v jednotném vedení planety Auraxis.
- Mají zbraně s vysokou rychlostí střelby a velkým zásobníkem a vozidla s velkým poškozením a velkou mobilitou, ale s malou výdrží.
- Používá víceméně aktuální (pro herní dobu) zbraně.

## Třídy (classy)
V PlanetSide 2 se třída (classa), jakou si vyberete, neváže na postavu, kterou si vytvoříte. Třídu je možné měnit jakmile zemřete, případně na stanicích u patřičných terminálů.
Hratelné povolání:
- Light Assault - Voják disponující JetPackem, umožňujícím mu být velice flexibilní a dostat se na místa, kam se ostatní jednotky nedostanou, od začátku disponuje karabinou jakožto základní zbraní. Může si odemknout možnost používat výbušniny C4, které z něj dělají postrach všech tanků.

- Heavy Assault - Těžká jednotka disponující jak velkou palebnou silou proti pěchotě, tak proti vozidlům. Heavy Assault používá lehký kulomet, a dále disponuje silnou zbraní ve formě raketometu. Může dále nést C4 nebo anti-vehicle granáty.

- Combat Medic - Povolání navržené převážně na podporu, uzdravování a oživování hráčů. Má k dispozici jak klasickou útočnou pušku pro mediky, tak pistoli pro oživování a uzdravování spoluhráčů. Může nést C4.

- Engineer - Třída pracující převážně s vozidly a technikou, má k dispozici příslušenství pro opravování vozidel a MAXů. Taktéž má možnost doplňovat munici týmu a položit stacionární zbraň ve formě kulometu, laserem naváděného raketometu, lehkého automatického kulometu nebo malé zdi, blokující nepřátelskou palbu. Může nést C4, nášlapné i protitankové miny.

- Infiltrator - Sabotér, sniper, stalker disponující maskovacím zařízením, které ho činí na krátkou dobu téměř neviditelným, jako zbraň používá odstřelovací pušku nebo SMG. Může disponovat nášlapnými minami a zařízeními pro detekci pohybu nepřátel.

- Mechanized Assault Exo-Skelet (MAX) - Pomalá ale velice tvrdá jednotka, disponující velkou palebnou silou jak proti pěchotě, tak i vozidlům či letectvu. Může být opraven pouze inženýrem a oživen medikem. MAXe si je možné koupit pouze za zdroje (Resource).

## Vozidla
Ve hře se vyskytuje několik druhů vozidel. Vozidla se nakupují za zdroje (Resource), které se obnovují po určitém čase.
Pozemní vozidla
- Flash = Čtyřkolka, v základu beze zbraně, ale lze osadit kulometem, granátometem nebo brokovnicí, dostupná pro všechny frakce.
- Harasser = Bugina, 1 20mm kanón v základu (dále možnost dokupovat další zbraně modifikované z hlavních vozidel frakcí), pro 3 hráče, dostupný pro všechny frakce.
- Sunderer = Obrněné vozidlo až pro 12 hráčů, schopné sloužit jako mobilní respawn pro hráče, dostupný pro všechny frakce.

Ant = Čtyřmístné vozidlo, které v základu nedisponuje zbraněmi, lze je však dokoupit. Vozidlo slouží primárně ke stavbě vlastních budov a také k těžbě surovin (Cortia) pro tyto budovy.
- Lighting Tank = Lehký tank, pro 1 hráče, dostupný pro všechny frakce.

Dále jsou zde těžké dvoumístné tanky, specifické pro jednotlivé frakce:
- Prowler (TR) = Rychlý tank, jehož hlavní výhodou je siege mode, při němž dostane veliký buff k rychlosti palby.
- Vanguard (NC) = Těžce obrněný tank se silným dělem. Má speciální štít, který mu dovoluje zůstat delší dobu pod přímou palbou.
- Magrider (VS) = Velmi pohyblivý tank, dokáže se dostat do míst, kam ostatní vozidla ne.

Letadla
- Liberator = Bombardér až pro 3 hráče, dostupné pro všechny frakce.
- Galaxy = Přepravné vzdušné vozidlo až pro 12 hráčů, dostupné pro všechny frakce.
- Valkyrie = Lehké výsadkové letadlo pro 6 hráčů, dostupné pro všechny frakce.

Dále jsou zde lehká jednomístná letadla, specifická pro jednotlivé frakce:
- Mosquito (TR) = Velmi rychlá a obratná stíhačka, disponuje zbraněmi s velkou kadencí.
- Reaver (NC) = Dobře obrněná stíhačka, disponuje zbraněmi s velkým poškozením.
- Scythe (VS) = Velmi dobře ovladatelná a stabilní stíhačka, disponuje zbraněmi s velkou přesností.